# Karl Svensson (konstnär)
Karl Sigfrid Svensson, född 1 juli 1878 i Stora Mellby, Västergötland, död 3 oktober 1907 i Göteborg, var en svensk målare.
Han var son till timmermannen Johannes Svensson och Augusta Charlotta Eriksson och gift med Hulda Sofia Karlsson. Svensson har i akvarell återgett ett flertal motiv från Göteborg som förutom sitt konstnärliga värde har ett stort kulturhistoriskt intresse. Han avbildade huvudsakligen större byggnader och industriföretag bland annat avbildade han Slakthuset, villa Berghem (senare Wijkska villan) på Särö, Gamlestadens fabriker och Säfveåns AB. Han var formgivare och tecknare till välgörenhetsmärkena för Sveriges väl som utgavs 1905 och 1906. Han signerade sina verk med K. Sigge.